# Гигантски магнетоотпорнички ефекат
Гигантски магнетоотпорнички ефекат (ГМЕ) је квантно механички ефекат уочен у структурама које садрже танке слојеве (филмове) феромагнетских материјала који су међусобно раздвојени филмовима од дијамагнетских метала.
Ефекат се испољава као значајна промена отпорности феромагнетских филмова од стања у коме нема спољашњег магнетског поља (када су вектори магнетизације суседних феромагнетских слојева паралелни и супротносмерни због слабе антиферомагнетске спреге која се јавља између ових слојева) ка стању смањене отпорности у присуству спољашњег магнетског поља (услед кога се вектори магнетизације феромагнетских слојева постављају у истосмерне положаје). Спинови електрона се у дијамагнетском слоју материјала у једнаком броју постављају паралелно или антипаралелно линијама спољашњег магнетског поља што доводи до међусобног поништавања и нулте магнетизације која доводи до мањег магнетског расејања које узрокују паралелно постављени вектори магнетизације феромагнетских филмова.

## Откриће
Ову појаву у слојевима чистих кристала открили су независно Петер Гринберг из Истраживачког центра Јилих и Албер Фер са Универзитета јужног Париза 1988. године, а за то откриће поделили Нобелову награду за физику 2007. године. Тим истраживача фирме IBM који је предводио Стјуарт Паркин је успео да репродукује ове ефекте са слојевима поликристала 1989. године, чиме је проширио изгледе за оствариву примену овог ефекта, а нарочито могућности употребе овог ефекта у конструкцији сензора за детекцију магнетних поља, и тиме и нове генерације глава за очитавање садржаја рачунарских хард дискова. Фирма IBM је произвела први комерцијално расположиви уређај заснован на овом ефекту у децембру 1997. године. Тренутна истраживања се фокусирају на употреби наножица (које испољавају већу осетљивост од танких филмова који се користе у хард-дисковима), које такође испољавају ефекат гигантске магнетоотпорности.

## Типови ГМЕ

### Вишеслојни ГМЕ
Два или више феромагнетска слоја су раздвојена врло танким дијамагнетским филмом (дебљине око 1 nm, нпр. Fe/Cr/Fe). При одређеној дебљини долази до РККЈ спрезања између суседних феромагнетских слојева услед кога се вектори магнетизације спрежу у паралелне супротносмерне положаје чиме се стварају енергетски повољни услови за антипаралелно постављање вектора магнетизације у суседним феромагнетским слојевима. Електрични отпор овог уређаја је обично већи у супротносмерној-паралелној поставци а разлика може достићи и неколико десетина процената на собној температури. Међуслој који раздваја ова два уређаја обично одговара другом антиферомагнетском скоку AFM-FM осциловања у РККЈ спрези.
ГМЕ је први пут уочен на вишеслојним конфигурацијама, што је довело до тога да се у већини истраживања ГМЕ користило 10 и више слојева материјала.

### ГМЕ Спинског вентила
Два феромагнетска слоја су раздвојена танким (око 3 nm) неферомагнетским раздвојним слојем али без РККЈ спрезања. Ако су поља за анулирање магнетизације ове две феромагнетске електроде међусобно различита, могуће је да им се независно мења усмерење магнетизације. Тако може бити остварено паралелно и антипаралелно усмерење док вредност отпорности обично постаје значајно већа у антипаралелној конфигурацији. Овај уређај се понекад назива и спински-вентил.
Конфигурација ГМЕ спинског вентила је конфигурација која се у индустрији највише употребљава и то је конфигурација која се користи у хард диковима.

### Грануларни ГМЕ
Грануларни ГМЕ се јавља у чврстим талозима магнетског материјала нанетог на немагнетску матрицу. У пракси, грануларни ГМЕ је уочен само у матрицама бакра које садрже грануле кобалта. Разлог је тај што се бакар и кобалт не мешају, тако да је могуће створити чврсте талоге путем брзог хлађења отопљене мешавине бакра и кобалта. Величине гранула варирају у зависности од брзине хлађења и трајања накнадног термичког отпуштања. Материјали коришћени код грануларног ГМЕ нису у стању створити високе степене ГМО (Гигантске магнетоотпорности) који се срећу код вишеслојних конфигурација.

## Примена
Као што је горе напоменуто, ГМО се широко примењује у конструкцији глава за читање садржаја савремених хард-дискова. Нове примене ефекта ГМО су у конструкцији трајних магнетних RAM меморијских модула (MRAM).